# Paul Aust
Paul Aust (ur. 22 sierpnia 1866 w Dusznikach-Zdroju, zm. 4 września 1934 w Sobieszowie) – niemiecki malarz i grafik.
W 1907 roku ukończył studia przyrodnicze w Berlinie i Erlangen, uzyskując tytuł doktora filozofii. Malarstwo studiował w latach 1907–1910, w Dreźnie i Monachium. Przejawiał także talenty literackie i muzyczne – pisywał opowiadania, wiersze, grywał na różnych instrumentach. W 1910 roku osiedlił się na stałe w Sobieszowie. Działał głównie w Karkonoszach. W jego dorobku twórczym znalazły się również motywy z ziemi kłodzkiej, którą dość często odwiedzał. Z lat 1916–1922 pochodzą rysunki ołówkiem i kredką z widokami Dusznik-Zdroju, Zieleńca, Kłodzka i Gór Sowich.